# Edad del Hierro en el subcontinente indio
La Edad del Hierro en el subcontinente indio sucedió a la cultura Jarapa Tardío (Cementerio H), que fue la última fase de la tradición del valle del río Indo.
Las culturas arqueológicas principales de la Edad del Hierro en la India son la de la alfarería gris pintada (1100 a 350 a. C.) y la de la alfarería pulida negra norteña (700 a 200 a. C.).
Los sitios más antiguos de la Edad del Hierro en el sur de la India están en Hallur, Karnataka y Adichanallur (en la región de Tamil Nadú), de alrededor del año 1000 a. C.
Los estudios técnicos sobre materiales (que han sido datados del 1000 a. C.) en Komaranhalli (en el estado de Karnataka) han demostrado que los herreros de este sitio podían trabajar con artefactos grandes, lo que implicaría que venían experimentando desde hacía muchas décadas.
El arqueólogo indio Sahi (1979: pág. 366) afirmó que había presencia de hierro en depósitos de la Edad del Cobre en Ajar, y sugirió que «la fecha de inicio de la fundición de hierro en la India bien podría datarse tan temprano como el siglo XVI a. C.» y «en India, la fundición de hierro seguramente fue conocida en gran escala ya en el siglo XIII a. C.».
| Reinos históricos de la Edad del Hierro | 1200-272 a. C. |
| --------------------------------------- | -------------- |
| Maja Yana Padas                         | 700-300        |
| Imperio Magada                          | 684-424        |
| Imperio Nanda                           | 424-321        |
| Imperio mauria (pre Ashoka)             | 321-272        |

La mayor parte del periodo védico (excepto la primera fase, en que fue compuesto el texto sánscrito Rig vedá) queda dentro de esta Edad del Hierro (entre los siglos XII y VI a. C.).
El desarrollo del budismo temprano tuvo lugar en el periodo Magadha (entre los siglo V y IV a. C.).
El final de la Edad del Hierro en el norte de la India puede tomarse desde el inicio de la Dinastía mauria y la aparición de la escritura en la India (con los Edictos de Ashoka, quien reinó entre el 272 y el 232 a. C.), que marca también el comienzo de la historicidad.
El Sur de la India entra simultáneamente en la historicidad con el periodo Sangam, que comenzó en el siglo III a. C.
Desde el siglo II a. C., el paisaje cultural del Norte de la India se transformó con la intrusión de los indoescitas y los indogriegos. Los reinos que sucedieron a ese periodo, hasta las invasiones musulmanas en la época medieval, se agrupa conventionalmente como reinos medios de la India.